# Nazionale femminile di pallacanestro delle Figi
La nazionale di pallacanestro femminile delle Figi è la rappresentativa cestistica delle Figi ed è posta sotto l'egida della Federazione cestistica delle Figi.

## Piazzamenti

### Campionati oceaniani
- 2007 -  3°

### Campionati asiatici
- 2017 - 14°

## Formazioni

### Campionati oceaniani
Campionato oceaniano femminile di pallacanestro 20077 Oliver, 8 Colata, 9 Sokosoko, 10 Dobui, 11 Mani, 12 Saukawa, 13 Hazelman, 14 Mataika,        All. -

### Campionati asiatici
Campionato asiatico femminile di pallacanestro 20174 Sauta, 5 Dobui, 6 Kainamoli, 7 Koyamainavure, 8 Raluvenitoga, 9 Toga, 10 Boseiwaqa, 11 Tawake, 12 Wise, 13 Nainima, 14 Korovou, 15 Whippy,        All. Laisiasa Puamau